# Giovanni Ghizzolo
Giovanni Ghizzolo (Brescia vers el 1580 – Novara vers el 1625) fou un compositor italià del Barroc.
Fou mestre de capella a Corregio, Pàdua i Novara, i deixà nombroses composicions religioses i profanes, a saber:
- Set llibres de madrigals, els dos primers a 5 veus i els altres a 1 i 2 (1608 a 1623),
- Un llibre de Canzonette, a 3 veus, (1609),
- Salms, i Vespres, a 8 veus (1609),
- Quatre llibres de Concertos, a 2 i 4 veus (1611 a 1622),
- Una Missa, a4 veus,
- Un Magnificat, etc.